# Bao điều không nói
Bao điều không nói (tiếng Anh: Everything I Never Told You) là cuốn tiểu thuyết đầu tay ra mắt năm 2014 của nữ tác giả người Mỹ gốc Hoa Celeste Ng. Tác phẩm đứng đầu danh sách những tác phẩm hay nhất năm 2014 của Amazon. Tiểu thuyết xoay quanh một gia đình người Mỹ gốc Hoa có cô con gái Lydia được phát hiện đã chết đuối trong một hồ nước gần nhà. Ng đã mất sáu năm và bốn bản thảo khác nhau để hoàn thiện cuốn tiểu thuyết của mình.
Tại Việt Nam, tác phẩm được Nhà xuất bản Trẻ ấn hành với tên Bao điều không nói.

## Cốt truyện
Vào ngày 3 tháng 5 năm 1977, gia đình Lee báo cáo về sự mất tích của đứa con gái thứ hai trong gia đình, Lydia. Sau vài ngày, thi thể của cô được tìm thấy trong một hồ nước ở thị trấn. Cha mẹ của Lydia, James và Marilyn, rất kinh hoàng trước cái chết của con gái họ. Trong quá trình cảnh sát vào cuộc điều tra, cha mẹ cô bé bàng hoàng phát hiện ra rằng, con gái họ không học giỏi và nổi tiếng như họ vẫn tưởng, mà sự thật là cô bé rất cô đơn trong ngôi trường của mình, hầu như không có bạn bè, cùng với đó là kết quả học tập tụt dốc không phanh.
Cái chết của Lydia khiến James và Marilyn bắt đầu suy ngẫm về cuộc đời của chính họ. James từng là một đứa trẻ có tài năng đặc biệt trong học tập, nhưng gốc nhập cư người Trung Quốc khiến ông phải dành cả đời để khao khát được hòa nhập. Năm 1957, vào thời điểm James đang là ứng viên tiến sĩ tại trường Đại học Harvard và đang giảng dạy cho một lớp học nghiên cứu về văn hóa Mỹ, ông đã gặp Marilyn. Lúc bấy giờ bà đang theo học tại lớp mà James giảng dạy. Sau khi tốt nghiệp, do không đảm bảo được vị trí giảng viên tại Harvard, James quyết định đồng ý lời đề nghị từ trường Đại học Middlewood ở Ohio. Về phần Marilyn, bà sinh ra trong gia đình có mẹ là nội trợ kiêm giáo viên giảng dạy nữ công gia chánh tại trường trung học. Bà có mơ ước trở thành bác sĩ. Tuy vậy, ở nhà, Marilyn thường xuyên bị mẹ đối xử không tốt, mối quan hệ của cả hai cũng bất hòa. Nên khi gặp James và thấu hiểu sự phân biệt chủng tộc mà ông phải chịu đựng, Marilyn cảm thấy có sự đồng cảm với con người này, vì thế mà cả hai bắt đầu mối quan hệ tình cảm. Sau khi phát hiện mình có thai, Marilyn và James kết hôn chóng vánh. Cuộc hôn nhân vấp phải sự phản đối dữ dội từ mẹ Marilyn vì bà biết được James là người gốc Á.
Sau khi đứa con trai đầu lòng của gia đình James chào đời, Marilyn quyết định quay lại theo đuổi con đường trở thành bác sĩ mà bà đang dang dở. Tuy nhiên, sau khi Lydia ra đời, bà phải gác lại mong muốn ấy thêm tám năm nữa. Sau khi nhận được tin mẹ qua đời, Marilyn trở về quê nhà Virginia để lo hậu sự. Trong thời gian đó, bà bất thình lình nhận ra mình đang dần trở thành một người nội trợ, theo đúng cái cách mà mẹ bà vẫn hằng ao ước. Với khát khao thoát khỏi sự sắp đặt của mệnh đời,  Marilyn quyết định rời bỏ gia đình để tiếp tục việc học, nhưng James thì lại nghĩ rằng vợ mình bỏ nhà đi là do ông là người gốc Á, vì bà không chịu nổi những lời đàm tiếu cay nghiệt từ miệng lưỡi người đời.
Marilyn rời nhà đi trong 9 tuần, trong thời gian đó bà phát hiện ra mình đang mang thai đứa con thứ út Hannah. Vì thế, Marilyn quyết định trở về nhà và từ bỏ ý định trở thành bác sĩ. Thay vào đó, Marilyn truyền ước mơ của mình sang cho Lydia, khuyến khích cô bé học tập, tích cực dạy cô bé những kiến thức toán học và khoa học. Về phần James, trong thời gian Marilyn bỏ nhà đi, ông bắt đầu dành nhiều sự quan tâm hơn cho Lydia, trong khi ruồng rẫy Nathan, vì sự nhút nhát và cô độc của cậu đã khiến ông nhớ lại thời thơ ấu bị bạn bè xa lánh của mình. Vì điều này, Nathan dần trở nên ghen tị với Lydia. Một ngày nọ, cậu đẩy em gái xuống hồ dù biết rõ cô bé không biết bơi. Tuy nhiên, khi nhìn cảnh tượng Lydia dễ dàng ngã xuống, Nathan bất ngờ nhận ra rằng Lydia đang chết chìm dưới sức nặng của sự kỳ vọng mà cha mẹ dành cho cô bé. Cậu lao xuống cứu Lydia và sau đó hai người trở nên thân thiết.
Khi ở độ tuổi thiếu niên, Lydia bắt đầu thấu được áp lực của sự kỳ vọng mà cha mẹ dành cho mình. Cô không thể theo kịp các khóa học toán và khoa học nâng cao mà mẹ khuyến khích tham gia. Cô cũng mệt mỏi với việc giả vờ trước mặt bố rằng mình có bạn bè. Lydia bắt đầu giao du với Jack, một anh chàng hàng xóm gần nhà mà Nathan không ưa. Ngoài Jack, Lydia cũng kết thân với đám bạn gái quậy phá trong thị trấn. Còn Nathan, sau nhiều năm bị cha mẹ ruồng rẫy, Nathan có cơ hội ghi điểm trước mặt gia đình khi có thông báo cậu được nhận vào trường Harvard. Sợ bị Nathan bỏ rơi, Lydia giấu thư thông báo của nhà trường. Điều này khiến tình cảm giữa cô và anh trai rạn nứt nghiêm trọng. Lydia quyết định đến gặp Jack và bày tỏ mong muốn được quan hệ tình dục với cậu, nhưng Jack đã từ chối và thú nhận rằng người anh yêu là Nathan. Bị dồn nén bởi nhiều chuyện, Lydia nghĩ đến việc tự tử. Cô rời nhà vào lúc nửa đêm ngày hôm đó, chèo thuyền ra khỏi bến, bơi xuồng ra giữa hồ và nhảy xuống mặt nước.
Câu chuyện quay về dòng thời gian hiện tại. Marilyn phát hiện ra rằng sau cái chết của Lydia, James bắt đầu ngoại tình với một trong những sinh viên gốc Hoa của mình là Louisa Chen. Lúc này, bà mới biết James luôn nghĩ rằng bà không hài lòng với cuộc hôn nhân của họ vì ông và những đứa trẻ không phải người da trắng. Sau khi James quay trở lại, hai người làm lành với nhau. Trong khi đó, Nathan đi tìm Jack, buộc cậu phải chịu trách nhiệm về cái chết của Lydia. Hai người đối mặt với nhau bên hồ. Nathan đấm Jack trước khi Hannah kịp ngăn anh trai mình lại. Nathan ngã xuống hồ và được Jack cứu. Trong thời khắc ấy, cậu nhận ra mình mãi mãi sẽ không bao giờ có thể hiểu được cái chết của em gái mình.

## Giải thưởng
Tại Giải thưởng Sách của năm do Amazon tổ chức năm 2014 Bao điều không nói xuất sắc vượt qua các tác phẩm của Stephen King và Hilary Mantel để giành giải nhất. Tác phẩm cũng giành giải thưởng Sách Massachusetts năm 2015, Giải thưởng Alex năm 2015 của Hiệp hội Thư viện Hoa Kỳ, Giải thưởng Hiệp hội Thủ thư Châu Á/Thái Bình Dương cho Tác phẩm văn học (hạng mục Sách hư cấu dành cho người lớn) và Giải thưởng Câu lạc bộ Sách Medici. Cuốn tiểu thuyết cũng lọt vào vòng chung kết của Giải thưởng Sách Ohioana, Giải thưởng John Creasy/New Blood Dagger cũng như Giải thưởng VCU/Cabell First Novelist.

## Đón nhận
Theo trang web tổng hợp đánh giá Bookmarks, Bao điều không nói nhận được nhiều đánh giá tích cực. Viết cho tờ The New York Times, Alexander Chee mô tả cuốn tiểu thuyết là "một bức chân dung sâu sắc và chân thành về sự tranh đấu của một gia đình để giành lấy chỗ đứng trong lịch sử, cũng như sự hy vọng của một phụ nữ trẻ về việc hoàn thiện của cuộc tranh đấu đó". Tác giả Mark Lawson của tờ The Guardian dành lời khen cho tác phẩm, nhận định: "Ng đã cực kỳ xuất sắc trong việc miêu tả sự tàn phá mà cha mẹ có thể gây ra cho con cái và giữa cha mẹ với nhau". Lawson kết luận rằng Bao điều không nói xứng đáng được xếp vào hàng những tiểu thuyết hàng đầu về bệnh tâm lý gia đình như A Map of the World của Jane Hamilton và What the Dead Know của Laura Lippman". Ấn phẩm Kirkus Reviews thừa nhận: "Cuốn tiểu thuyết đầu tay với đầy xúc cảm phức tạp của [Celeste] Ng kéo bạn vào như một luồng điện cực mạnh và giữ chân bạn đến khi những bí mật cuối cùng [của tác phẩm] được hé lộ".

## Chuyển thể thành live-action
Nhà xuất bản LD Entertainment đã cân nhắc mua lại bản quyền của tác phẩm, giao Michael De Luca, nhà sản xuất từng được đề cử giải Oscar phối họp cùng Julia Cox trong quá trình chuyển thể kịch bản. Vào tháng 12 năm 2018, Julia Roberts được tác giả Celeste Ng lựa chọn cho vai nữ chính.
Vào tháng 5 năm 2020, thời gian chờ cân nhắc mua lại bản quyền Bao điều không nói của LD Entertainment chính thức hết hạn. Thay vào đó, Annapurna TV đã mua lại bản quyền tác phẩm và đang lên kế hoạch đồng sản xuất cùng A-Major. Theo kế hoạch, tác phẩm sẽ được sản xuất dưới dạng một loạt phim truyền hình ngắn tập, với Megan Ellison, Sue Naegle, Patrick Chu và Ali Krug sẽ đóng vai trò điều hành sản xuất dự án cho Annapurna TV, trong khi Mary Lee đảm nhận vai trò điều hành sản xuất cho A-Major.